# عبدالحمید بن بادیس
عبدالحمید بن بادیس (۱۳۰۷–۱۳۵۸ ه‍.ق) از مردان اصلاحات در جهان عرب و رهبر رنسانس اسلامی در الجزایر و بنیانگذار انجمن علمای مسلمان الجزایر است.
بن بادیس انجمن علمای مسلمان الجزایر را در سال ۱۹۳۱ تأسیس کرد که بسیاری از مدارس اسلامی در الجزایر در برابر آن دیدگاه‌های مختلف و گاه مخالف داشتند. این انجمن بعداً تأثیر زیادی بر سیاست‌های مسلمانان الجزایر تا جنگ استقلال الجزایر داشت.
ابن بادیس مقدمات ادب و علوم اسلامی را در زادگاه خود فراگرفت و در ۱۳ سالگی قرآن را از برکرد. در آغاز جوانی همسر برگزید و در ۱۳۲۶ق، برای تحصیل در جامع زیتونه به تونس رفت و نزد عالمانی چون شیخ محمد نخلی قیروانی، علامه محمدطاهر بن عاشور، شیخ محمد خضر حسین و شیخ صالح النیفر به شاگردی پرداخت.
سپس به قسطنطنیه بازگشت و تا آخر عمرش به این امور پرداخت:
انتشار مجله‌های المنتقد، السنة، الصراط، الشریعة، الشهاب، نگارش مقاله‌های بسیار در زمینه مسائل گوناگون دینی، اجتماعی و سیاسی، گسترش آموزش عمومی از رهگذر تأسیس مدرسه‌های پسرانه و دخترانه، ایجاد کانون‌هایی برای نشر آثار فرهنگی، بنیاد نهادن چاپخانه‌ای در قسطنطنیه، تشکیل انجمنی از جوانان برای فراگیری موسیقی و هنرهای دیگر، فرستادن طلبه به مراکز مهم علمی مانند الازهر، زیتونه و قرویین، پایه‌گذاری جمعیت بازرگانان مسلمان، تأسیس پرورشگاه اسلامی و دیگر مؤسسه‌های خیریه برای رسیدگی به بی‌سرپرستان.